# Jung Young-moon
Dans ce nom coréen, le nom de famille, Jung, précède le nom personnel Eun-ji.
Pour les articles homonymes, voir Jung.
Jeong Yeong-mun est un écrivain sud-coréen né en 1965. 

## Biographie
Jeong Yeong-mun est né à Hamyang, dans la province sud de Gyeongsang en 1965. Il est diplômé de l'université nationale de Séoul avec une formation en psychologie. Il fait ses débuts littéraires en 1997 avec son roman Un homme qui existe à peine (Gyeo-u jonjaehaneun ingan). Il est aussi un traducteur accompli qui a traduit plus d'une quarantaine d'ouvrages de l'anglais vers le coréen. En 1999, il remporte le prix littéraire Dongseo pour son recueil de récits courts Une suite d'histoires noires (Geomeun iyagi saseul). En 2003, le Théâtre National de Corée produit sa pièce Les singes (Wonsung-i). En 2005, Jung est invité à un programme international d'écriture à l'université d'Iowa. En 2010, le centre de recherche en études coréennes de l'université de Californie à Berkeley l'invite pour un programme long de résidence durant 3 mois. 

## Œuvre
Son premier roman, Un homme qui existe à peine (Gyeo-u jonjaehaneun ingan), publié en 1996, met en scène un homme trompé par l'ennui, passant son temps à chercher en vain le sens de la vie. À la suite de ce roman, il publie des séries de nouvelles, Une suite d'histoires noires (1998), Pâle soliloque (Pitgi-eomneun dokbaek, 2000), Bâiller (Hapum, 2006), et plus récemment, Un monde d'artifices (Eotteon jagwi-ui segye, 2012). Une suite d'histoires noires est un recueil de micro-récits kafkaïens qui renvoient aux questions existentielles telles que le pourquoi de la vie, le choix entre l'être ou le renoncement etc. 
L'Institut coréen de traduction littéraire (LTI of Korea) résume son travail de cette manière : 
Le monde littéraire de Jeong repose sur deux idées centrales : mettre en lumière le caractère grotesque des travers de l'être humain et le côté diabolique des sociétés. Dans beaucoup de ses romans, les personnages sont incapables d'affronter l'ennui. Ils sont atteints de grands troubles dans leur for intérieur. Un critique littéraire a même mentionné que ses personnages ressemblaient à des zombies. Néanmoins, l'auteur ne perd jamais son sens de l'humour. Dans ses récits, le rire provient d'un mépris du monde, et d'un sentiment de vide face à l'absurdité de la société. Ainsi, son travail est parsemé à la fois de ce registre absurde, mélancolique, de ces êtres pitoyables, tout comme on peut les retrouver dans le "Théâtre de l'absurde". Les personnages sont ici des objets de dérision plutôt que des êtres humains dignes de ce nom.
À l'inverse de ses premiers travaux, qui se concentrent sur l'idée de mort et sur des thèmes relativement sombres, ses travaux récents ont recours à une iconographie animalière et notamment aux forêts. Un de ses travaux récents, Une après-midi du Faune (Moksinui eotteon ohu), contient ainsi trois histoires reliées entre elles, intitulées Chansons de l'ennui et de la colère par des animaux (Dongmuldeurui gwontae-wa bunno-ui norae).  Dans ce dernier récit, il fait intervenir des chouettes, des chats, des lapins, des poissons et d'autres animaux qui évoluent dans une forêt. Dans Quelque chose avec une poule (Dakgwa haneun eotteon),  un perroquet méprisant l'humain fait son apparition. Le  déni des valeurs humaines s'accentue davantage par son intérêt des êtres qui ne sont pas humains. Ce récit, qui bouleverse la frontière entre réel et fiction, entre humain et non-humain, et entre sens et non-sens, peut être interprété comme une forme de mépris envers la société. En ce sens, son travail littéraire est souvent comparé à celui de Kafka.

## Prix littéraires
- 1999 : Prix Dongseo pour Une suite d'histoires noires
- 2012 : Prix Dong-in pour Un monde d'artifices[8]
- 2012 : Prix Han Moo-sook pour Un monde d'artifices
- 2012 : Prix Daesan pour Un monde d'artifices